# Eriophora edax
Eriophora edax là một loài nhện trong họ Araneidae.
Loài này thuộc chi Eriophora. Eriophora edax được John Blackwall miêu tả năm 1863.